# Appeldorn
Appeldorn is een dorp aan de Rijn in Duitsland. Het ligt in het zuidoosten van de gemeente  Kalkar. Medio 2005 had Appeldorn 1.671 bewoners.
Nabij natuurgebied 'Boetzelaerer Meer', een oude Rijnarm, ligt Burg Boetzelaer, een uit de 13e eeuw stammende voormalige waterburcht, die van 1997 tot 2003 uit de ruïnes werd herbouwd tot cultureel trefpunt en hotel. Ertegenover ligt een meertje met een kleinschalig bungalowpark met buitenhuizen voor permanente bewoning. 
De dorpskerk werd voor het eerst genoemd in de 12e eeuw en is gewijd aan St. Lambertus. Deze werd rond 1746 vastgelegd door Jan de Beijer. 
In 1945 werd de plaats zwaar beschadigd tijdens de Schlacht im Reichswald. De kerk werd nadien gedeeltelijk in moderne stijl herbouwd. 
In Appeldorn bevindt zich een suikerfabriek van de firma Pfeifer & Langen KG. Het dorp ligt aan de Bundesstraße 67 tussen Kehrum en Niedermörmter.

## Afbeeldingen

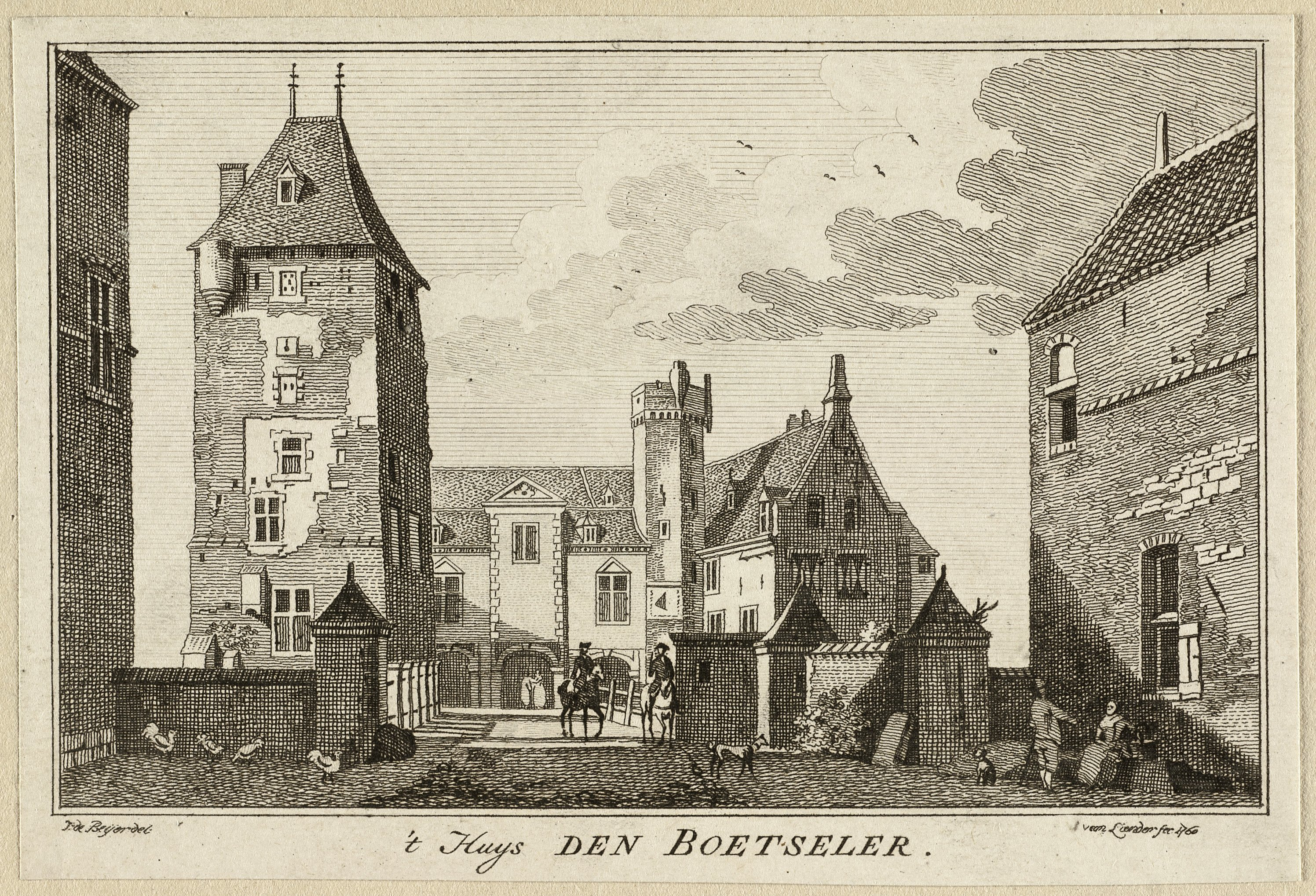
Huis Boetzelaer, ca. 1760 naar Jan de Beijer
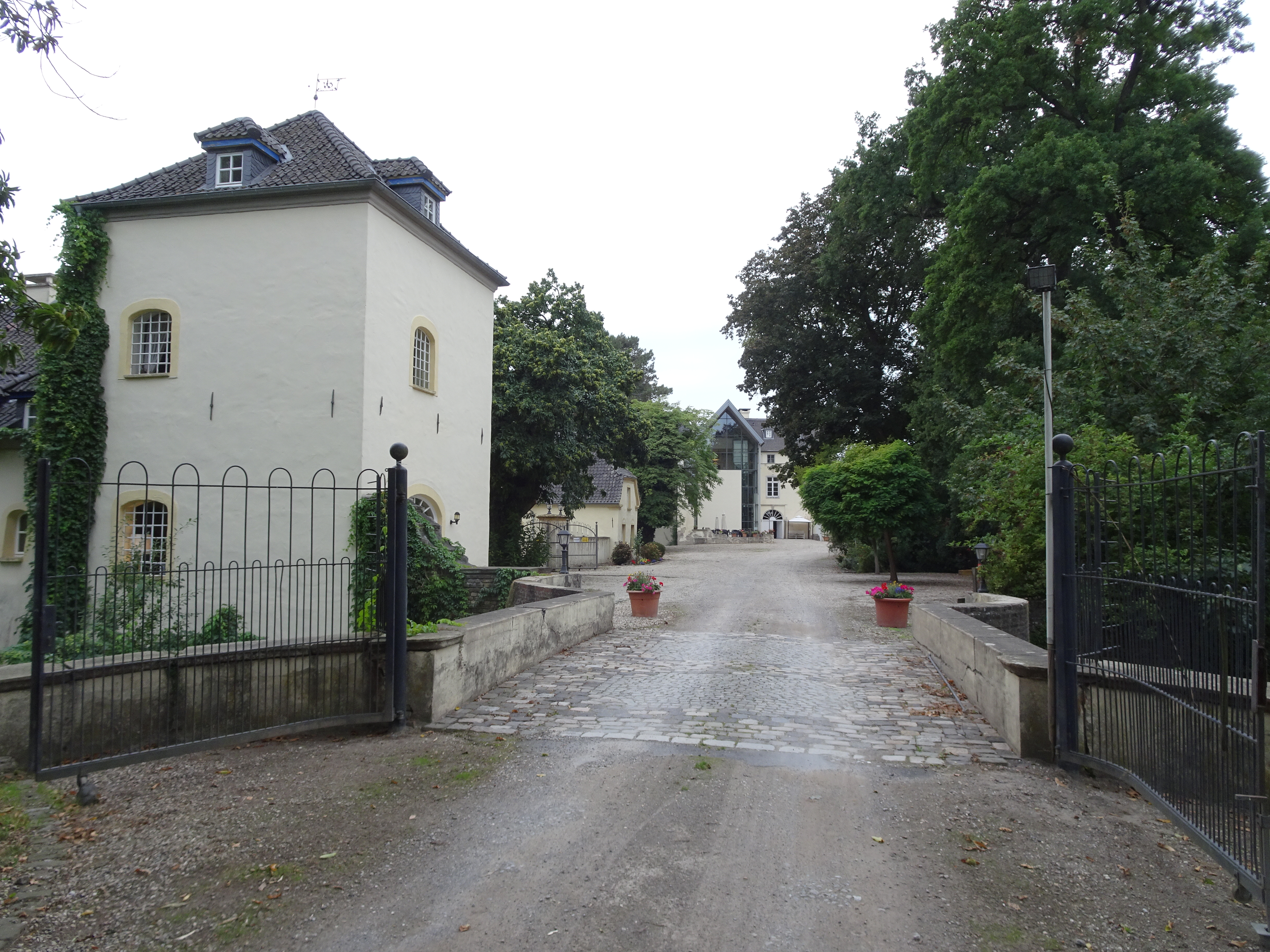
Burg Boetzelaer, 2019
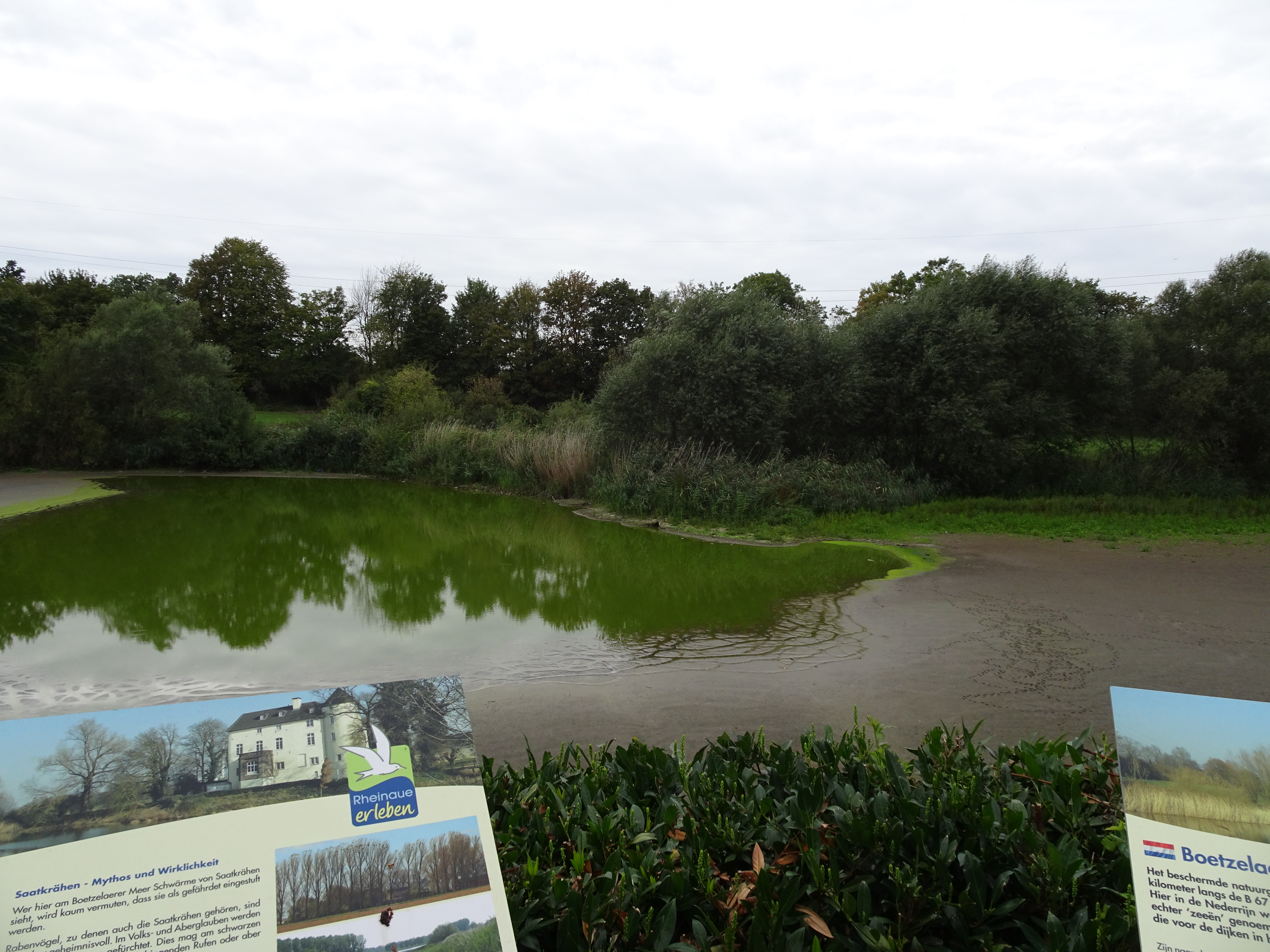
Botzelaerer Meer
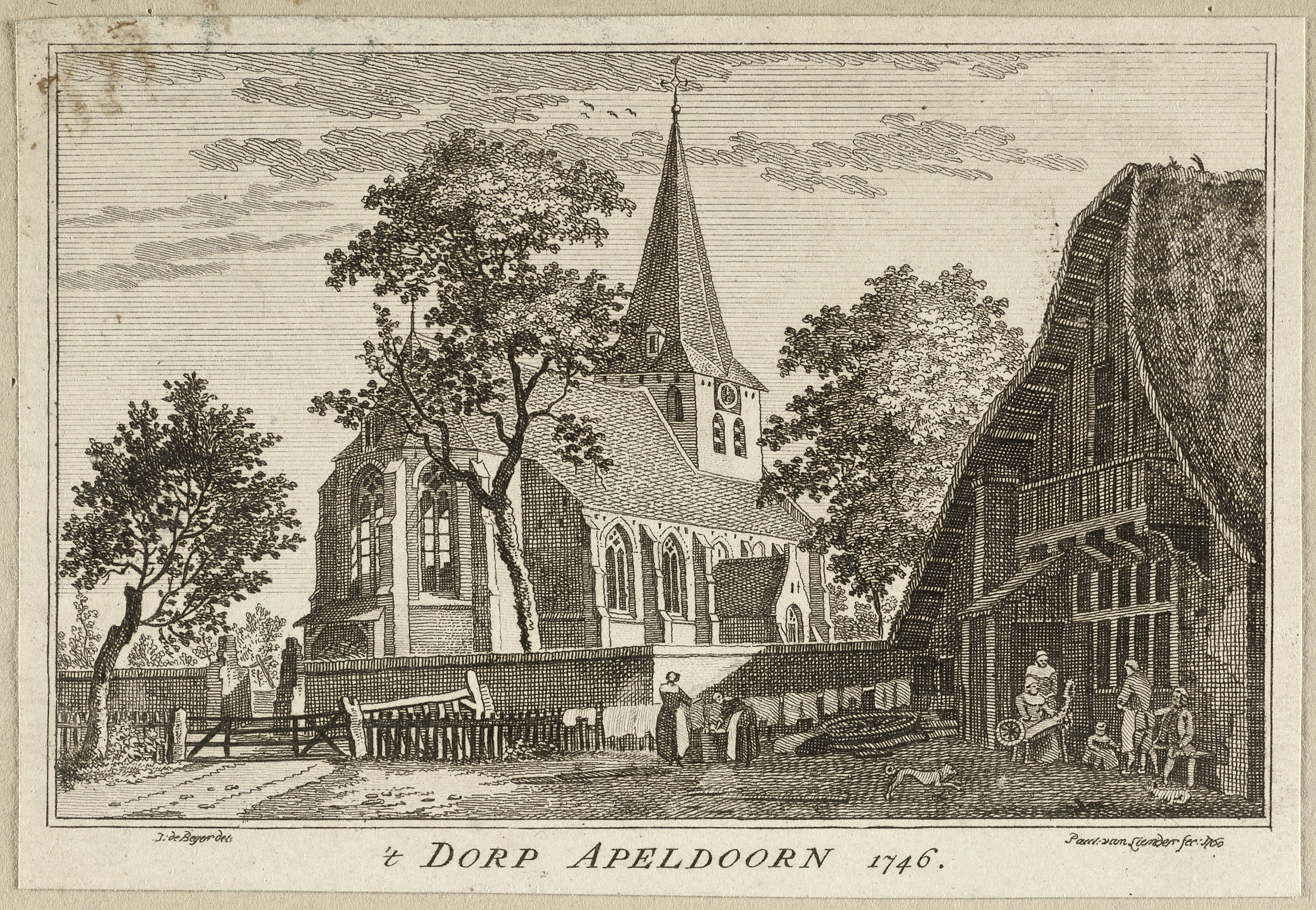
St. Lambertuskerk naar Jan de Beijer ca. 1746
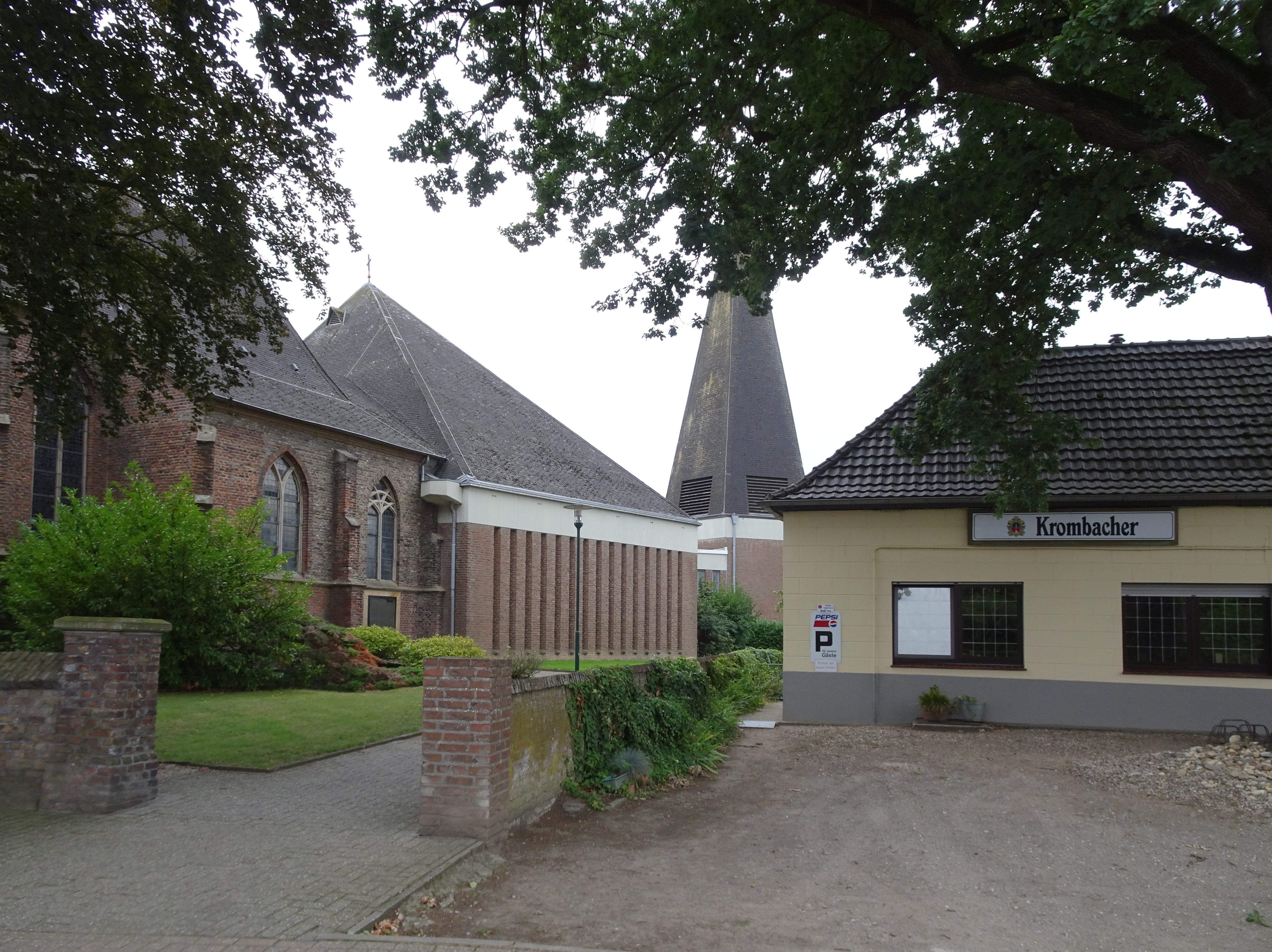
St. Lambertuskerk en café Zur Eiche
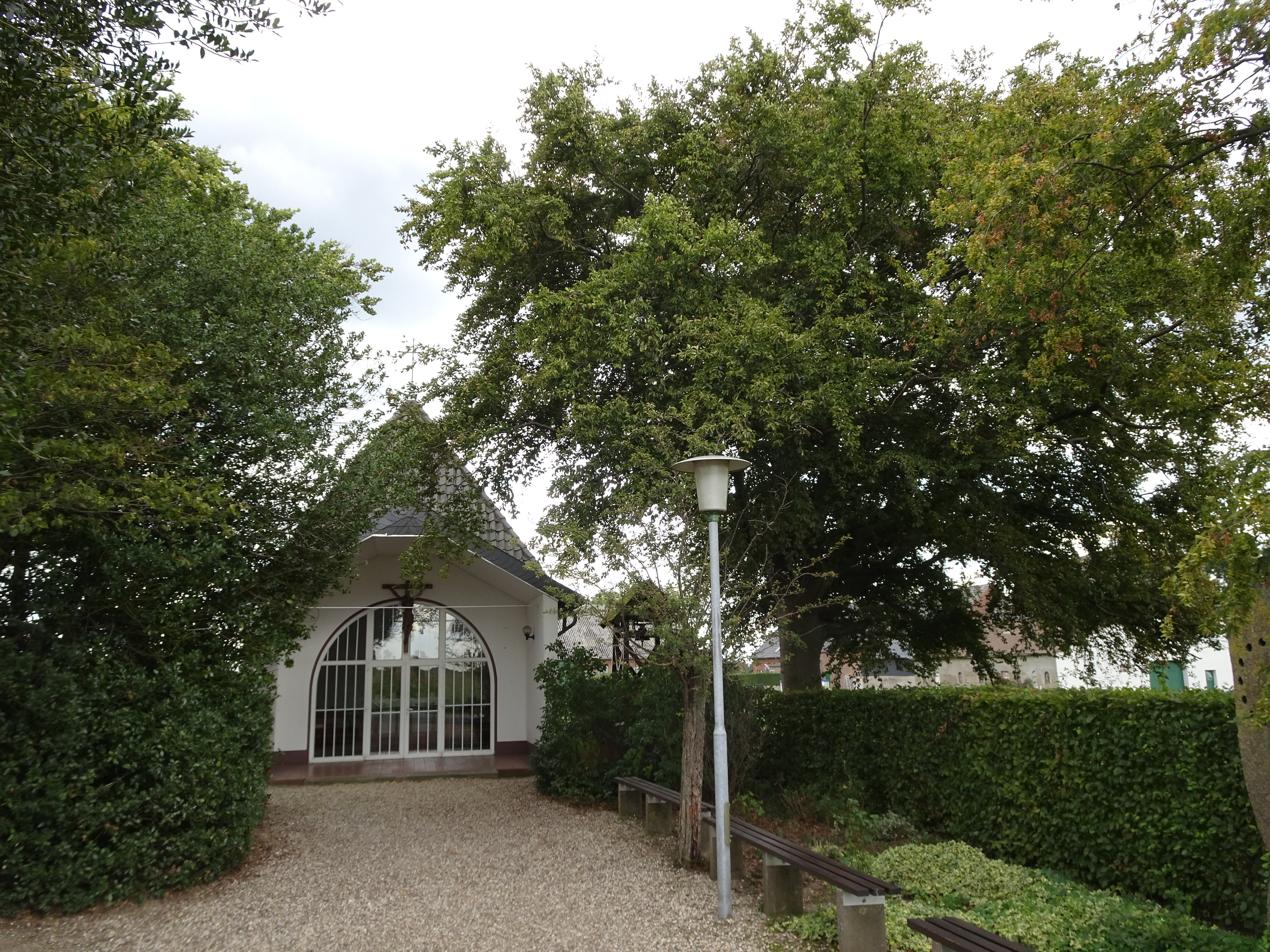
Fatima-kapel aan de Fatimaweg